# Chenes-Stil

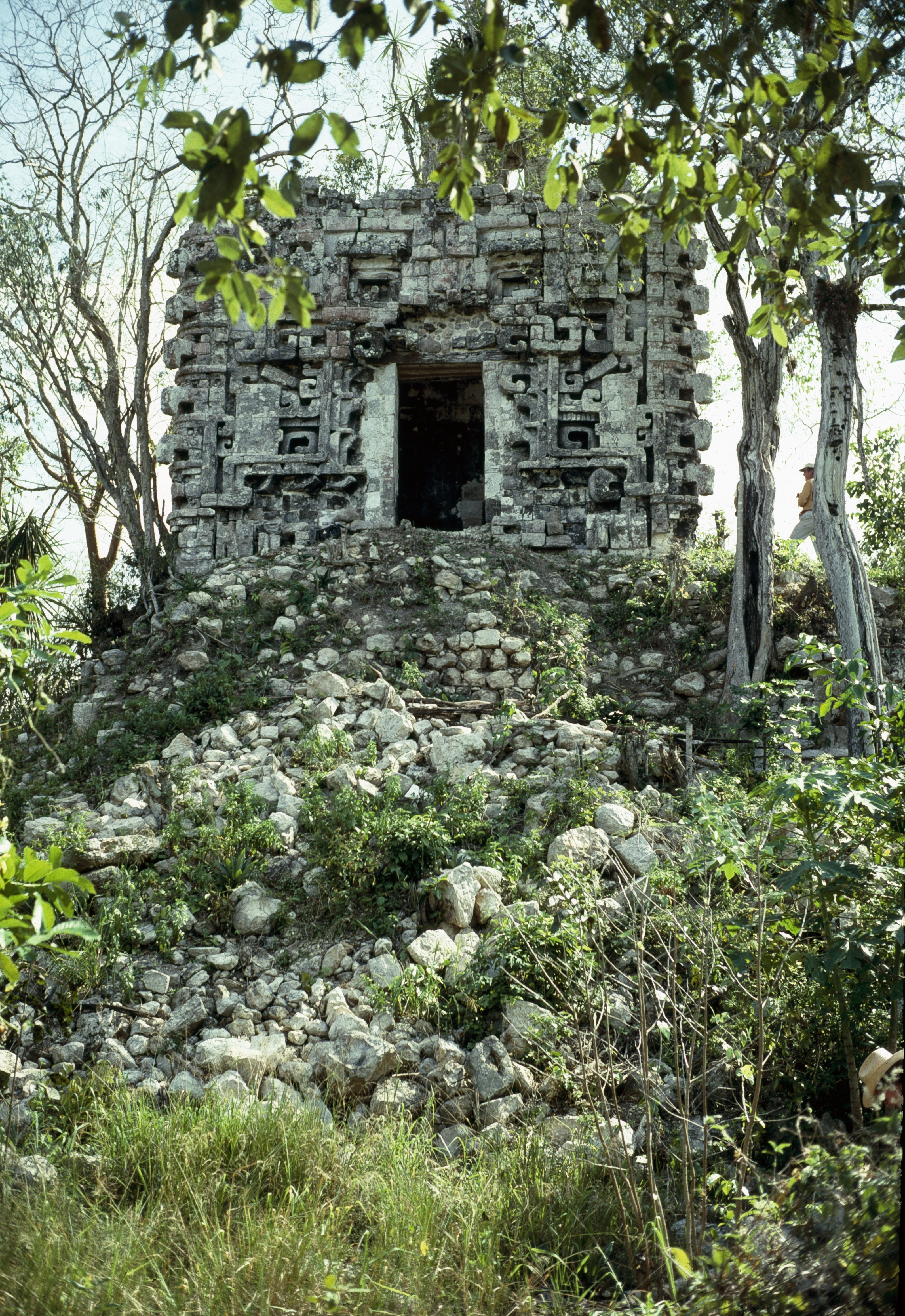
Hauptgebäude von El Tabasqueño mit reichem Fassadenschmuck und einer Vielzahl von mosaikartig zusammengefügten Chaac-Masken an den Ecken

Als Chenes-Stil wird ein Architekturstil der Maya aus dem präkolumbischen Mesoamerika bezeichnet. Der Baustil findet sich hauptsächlich in mehreren ehemaligen Mayastädten im mexikanischen Bundesstaat Campeche im Zentrum der Halbinsel Yucatán.

## Name
Der Name des Stils und der Stilregion ist von dem Teil im Nordosten des Staates Campeche abgeleitet, in dem Ortsnamen mit der Endung -chen (nach dem entsprechenden Wort im Mayathan) auf häufig anzutreffende vorspanische Brunnen hinweisen, die in seichte unterirdische Grundwassertaschen gegraben wurden. Wichtige Orte sind Hopelchén, Dzibalchén und Bolonchén, daneben auch Kankabchén, Pakchén, Konchén, Becanchén.

## Erforschung
Die Erforschung der Ruinenstätten begann im Jahr 1840 mit John Lloyd Stephens und seinem Illustrator Frederick Catherwood. Von seinen damals viel gelesenen Berichten angeregt unternahm Teobert Maler ab 1886 ausgedehnte archäologische Forschungsreisen, die ihn mehrfach auch durch die Chenes-Region führten. Seine damals noch weitgehend unveröffentlichten Berichte zusammen mit einigen eigenen Erkundungen nutzte Eduard Seler zu einem analytischen Werk, in dem erstmals das Gemeinsame des Chenes-Stils erkannt wurde. Die erste moderne Untersuchung beruht auf einer Forschungsreise von Harry E. D. Pollock im Jahre 1936. Die erste architektonische Analyse, die den Chenes-Stil in Zusammenhang mit den benachbarten Puuc- und Rio Bec-Stilen brachte, veröffentlichte der mexikanische Kunsthistoriker und Architekt Paul Gendrop.

## Chenes-Stil
Der Chenes-Stil ist ähnlich wie der Rio-Bec-Stil gekennzeichnet durch die Ausführung der zentralen Eingänge repräsentativer Bauten als Schlangenmauleingänge. Sie sollen den Eindruck erwecken, dass man durch das geöffnete Maul eines riesigen Reptils in das Innere des Gebäudes gelangt. Die Details der Darstellung des Schlangenmauls sind stark abstrahiert und auf den ersten Blick nicht leicht in ihrer Bedeutung zu erkennen. Am besten zu erkennen sind zu beiden Seiten des Türeinganges die großen Zähne, die auch am äußeren Rand der den vorgeschobenen Unterkiefer darstellenden Eingangsplattform aufragen. Oberhalb des Einganges sind die großen Nasenlöcher zu sehen, zu beiden Seiten der Tür verlaufen in den dichten Mustern aus Voluten die leicht schräg gestellten beiden Teile eines Nasenpflockes. Eher am Rand ist noch ein Ohrschmuck zu sehen. Besonders typisch für den Chenes-Stil ist die Gliederung der Fassaden mit Einziehungen, zu denen gerundete Ecken führen. Damit wird der Eindruck erweckt, als würde das Gebäude aus mehreren einzeln aneinander angefügten Gebäuden mit jeweils einem Raum bestehen.
Die Ecken von Gebäuden zeigen Kaskaden von halbplastischen Chaac-Masken mit großer, weit vorragender rüsselartiger Nase und tief eingesenkten Augen. Typisch für den Grundriss der Chenes-Bauten ist, dass einer Reihe von (meist drei) nebeneinander liegenden Räumen hinter dem Mittelraum ein einzelner weiterer Raum angefügt ist, der durch den Mittelraum zu betreten ist. Das typischste Beispiel für den Chenes-Stil ist das Gebäude II von Hochob.
Eher selten treten im Chenes-Stil mäßig hohe Türme mit sehr steilen, nur schwer besteigbaren Treppen auf, die in sehr kleinen Tempelbauten münden, die jedoch (im Gegensatz zum Río Bec-Stil) einen Innenraum mit Gewölbe aufweisen. Es gibt im Chenes-Stil auch unbesteigbare Scheintreppen, so jene die zu den Ecktempeln des großen Palastes von Santa Rosa Xtampak hinaufführen. Die Tempeltürme sind zumindest in einigen Fällen nachträglich über älteren, langgestreckten Gebäuden errichtet worden (so in Dzibilnocac). Dies zeigt an, dass die Tempeltürme mit dem üppigen Dekor und Schlangenmauleingang eine spätere Entwicklungsstufe des Stils darstellen.
Ein Vergleich der diagnostischen Kennzeichen der Chenes-Architektur gegenüber den Río-Bec und Puuc-Stilen siehe bei Puuc.

## Ausdehnung

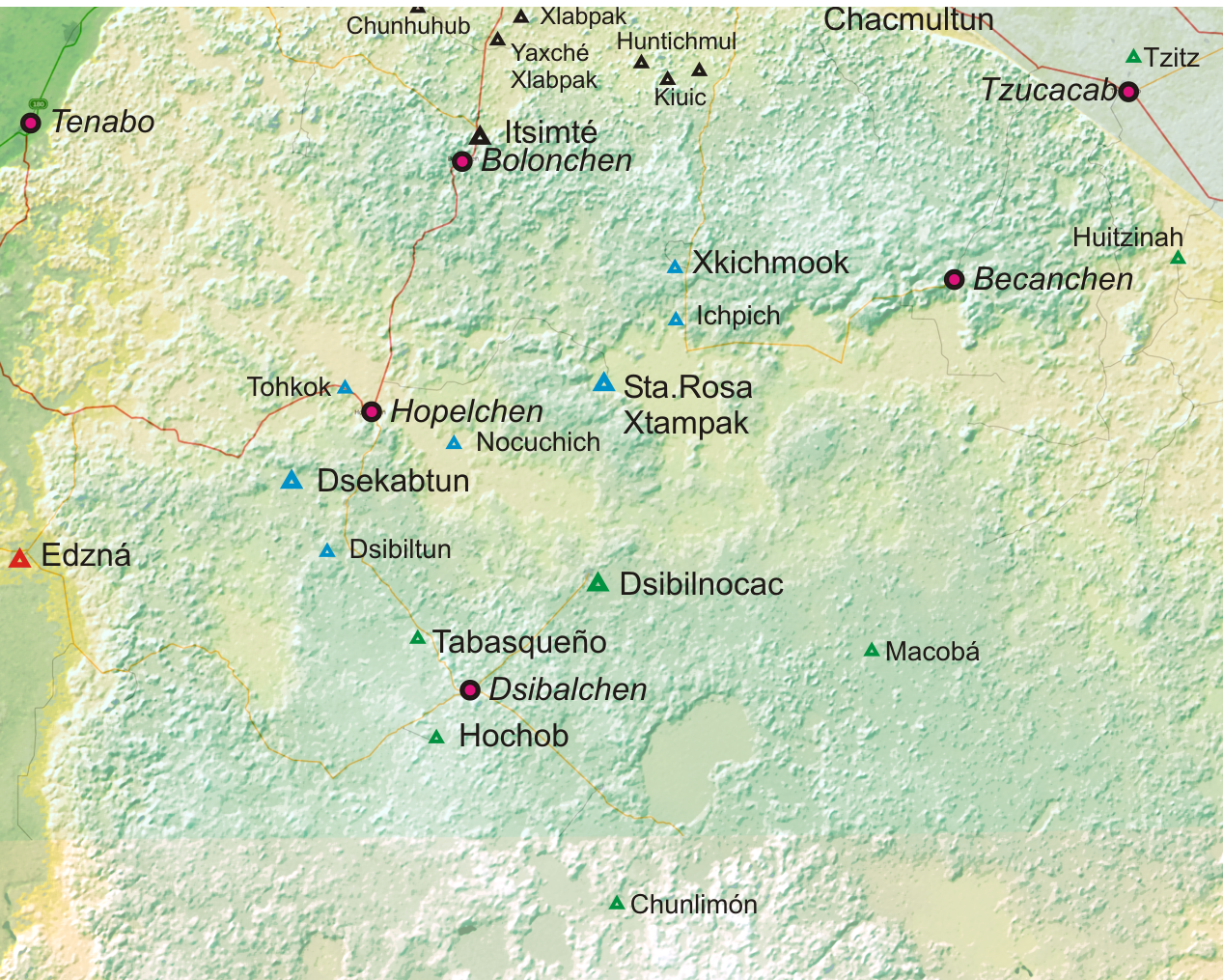
Chenes-Stils (grün), Puuc-Stil (schwarz) und Chenes-Puuc-Stil (blau)

Das Kerngebiet des Chenes-Stils liegt im nordöstlichen Teil des mexikanischen Bundesstaates Campeche rund um den modernen Ort Dzibalchén. Insbesondere das bis vor kurzer Zeit weitgehend menschenleere Gebiet im Osten des Ortes ist wenig bekannt, durch isolierte Berichte sind lokale Stile dokumentiert worden, die bisher keiner größeren Architekturgruppe zugeordnet werden konnten. Zu den den Stil kennzeichnenden Fundorten gehören El Tabasqueño, Nohcacab, Dsibiltún, Pakchén, Dzibilnocac, Macobá und Chunlimón. Andere Fundorte in der Region sind zu wenig bekannt, um sie eindeutig dem Chenes-Stil zuweisen zu können. 
Das weite Gebiet zwischen den rund 100 km voneinander entfernten Fundorten des Chenes-Stils (z. B. Hochob) und des Rio-Bec-Stils (z. B. Xpuhil) ist archäologisch nahezu unerforscht. Die wenigen dort bekannten Ruinenstätten scheinen aber auf einen allmählichen Übergang zwischen den beiden Stilen hinzudeuten. Es ist kennzeichnend für die Forschungssituation, dass mehrere Ruinenstätten seit mehr als einem halben Jahrhundert namentlich bekannt sind und teilweise sogar besucht und fotografisch dokumentiert wurden (z. B.: El Ínclito mit großartiger Architektur im Raum von Xmejía, ungefähr 80 km sowohl von Hopelchén wie von Xpuhil entfernt), ohne dass ihre annähernde Lage bekannt wäre oder irgendwelche Untersuchungen stattgefunden hätten.
Am östlichen Rand des Gebietes des Puuc-Stils reicht der Chenes-Stil mit den wenig bekannten Fundorten Huitzinah und Tzitz (beide nahe Tzucacab) weit nach Norden.

## Zeitstellung
Zeitlich lässt sich der Chenes-Stil in die Spätklassik (ca. 600–900 n. Chr.) einordnen. Unter den Maya-Ruinenstätten, die dem Chenes-Stil zuzuschreiben sind, sind Dzibilnocac, Hochob und El Tabasqueño für den Tourismus geöffnet. Einem Übergangsgebiet zum Puuc-Stil gehören u. a. Santa Rosa Xtampak und die nur bedingt zugänglichen Orte Xkichmook und Ichpich an.